# Sadako Ogasawara
Sadako Ogasawara (小笠原貞子 Ogasawara Sadako?) (Sapporo, 20 de abril de 1920-9 de octubre de 1995) fue una política japonesa que se desempeñó como miembro del Partido Comunista de Japón. A lo largo de su carrera, fue reconocida por su firme compromiso con los principios organizativos del partido, así como por su capacidad de integrar sus creencias personales con su labor política. Ogasawara fue una defensora de la autonomía energética de Japón y se mostró crítica de la dependencia del país respecto al petróleo extranjero y la energía nuclear. Su legado incluye más de dos décadas de servicio en la Cámara de Consejeros de Japón, donde se destacó por sus intervenciones en temas de energía y política internacional. Además, fue una figura importante en la discusión sobre la diversificación de fuentes de energía y la seguridad nuclear en su país.

## Biografía
Ogasawara dedicó su vida al servicio público como miembro del Partido Comunista Japonés. Fue conocida no solo por su militancia política, sino también por su postura religiosa cristiana, lo que demuestra la diversidad de creencias que convivían dentro de dicho partido. A pesar de las diferencias religiosas, su participación en el Partido Comunista reflejaba un compromiso con sus valores y principios organizativos, abriendo el camino para que personas con diferentes convicciones pudieran contribuir a la política del país.
Ogasawara fue una activa defensora de una política energética autónoma para Japón. A lo largo de su carrera, alertó sobre los riesgos de la dependencia del país de fuentes externas de energía, en particular el petróleo importado, y abogó por una diversificación de las fuentes energéticas. En sus intervenciones, criticó las políticas gubernamentales que favorecían el uso excesivo del petróleo extranjero y el crecimiento de la energía nuclear, sin establecer los mecanismos de seguridad necesarios para mitigar los riesgos inherentes a su uso. Si bien no se opuso completamente a la energía nuclear, Ogasawara subrayó la importancia de manejar esta fuente de energía con responsabilidad, especialmente después de los desastres de Three Mile Island y Chernóbil, los cuales mostraron las graves implicaciones de la falta de seguridad y transparencia en los procesos nucleares.
En su análisis de la situación energética mundial, Ogasawara comparó la dependencia energética de Japón con la de otros países, señalando la urgencia de diversificar las fuentes de energía para evitar una vulnerabilidad estructural ante crisis externas. Su enfoque también resaltó la importancia de una política energética que no solo priorizara el abastecimiento, sino que también asegurara la sostenibilidad a largo plazo.
Durante su carrera política, Ogasawara fue reconocida por su labor constante en la Cámara de Consejeros de Japón, donde sirvió por un total de veinticuatro años. Este largo periodo de servicio le permitió influir en las políticas públicas relacionadas con la energía, la seguridad y otros aspectos clave del bienestar de la nación japonesa.